# Norbert Moret
Pour les articles homonymes, voir Moret.
Norbert Moret (Ménières, 20 novembre 1921 – Fribourg, 17 novembre 1998) est un compositeur suisse de la nouvelle musique, pianiste, organiste, chef de chœur et professeur de musique. 

## Biographie
Norbert Moret est issu d’une famille d’agriculteurs de la Broye dans le canton de Fribourg.
Moret n’a découvert la musique qu’à l’adolescence au Collège Saint-Michel de Fribourg, grâce à son professeur Joseph Gogniat, organiste à la cathédrale de Fribourg. Son éveil musical eut lieu quand il entendit pour la première fois la Toccata et fugue en ré mineur de Bach, peu de temps après, il a composé ses trois premières chansons. Au lycée, il était impressionné également par Henri Duparc et plus tard par Claude Debussy et Maurice Ravel.
Après ses études secondaires, il a étudié le piano, l’orgue, le chant grégorien et la composition au Conservatoire de Fribourg, entre autres chez Louis Sauteur et Leo Kathriner. Entre 1948 et 1950, il est à Paris, où Olivier Messiaen, en particulier, a une influence déterminante et durable sur lui et René Leibowitz le familiarise avec la musique sérielle.
Il a été diplômé par Arthur Honegger,. L’un de ses camarades de classe était Pierre Boulez. L’année suivante, il poursuit ses études auprès de Paul Kletzki au Conservatoire de Lausanne. Par la suite, grâce à une bourse de l’Association des musiciens suisses (AMS / STV, actuellement Sonart), il a pu effectuer à Vienne un stage avec l’Orchestre philharmonique de Vienne sous la direction de Wilhelm Furtwängler et étudier la direction d’orchestre avec Clemens Krauss.
Après son retour de Vienne et pendant plus de 20 ans, les compositions de Moret passèrent en grande partie inaperçues. Plus tard, l’influent Abbé Pierre Kaelin et le chef du Conservatoire de Fribourg Aloys Fornerod ont été accusés de ne pas l’avoir promu en raison de leur rejet de la nouvelle musique. Cependant, il est plus probable que Moret ait cherché son chemin pendant longtemps sans trouver d’abord sa propre voie, et par timidité n’a pas osé rendre public ses compositions. Il a donc d’abord composé de la musique sérielle, mais a de nouveau détruit ses compositions. Il ne les a même pas présentées à ses amis sauf aux organistes Bernhard Billeter et Luigi Ferdinando Tagliavini, à l’époque professeur de musicologie à l'Université de Fribourg.

« J’étais timide, je n’ai pas fait des démarches, je n’osais pas »

— Norbert Moret, 1981 lorsqu’on lui a demandé pourquoi il était resté inconnu pendant si longtemps
Moret gagne sa vie pendant cette période en tant que professeur, d’abord en tant que professeur de français au secondaire (il a également été président du Corps professoral secondaire fribourgeois), puis de 1965 à 1983 en tant que professeur de musique à l’École normale cantonale (aujourd’hui Haute École pédagogique Fribourg). Il a également dirigé le chœur mixte de la paroisse Saint-Pierre de Fribourg de 1950 à 1974.
En 1972, il était convaincu qu’il avait trouvé sa propre technique de composition en dehors de tout académisme et présentait enfin ses compositions à Heinrich Sutermeister, qui était stupéfait de leurs qualités. La grande percée, d’abord en Suisse alémanique, a eu lieu en 1974 avec Germes en éveil, une œuvre de musique de chambre pour soprano, flûte, chœur et deux percussionnistes (basée sur des poèmes de Thérèse Loup), qui a été créée à la 75e fête des musiciens suisses à Amriswil. D’un coup, Moret était désormais considéré comme l’un des compositeurs contemporains les plus importants. En Suisse romande, cependant, il a fallu encore presque dix ans avant que Moret ne soit vraiment remarqué après la création de son œuvre Tragiques à Genève en octobre 1983.

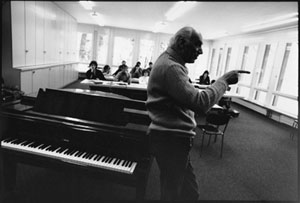
Norbert Moret (1978)

Après la fête des musiciens suisses d’Amriswil, le chef d’orchestre et mécène Paul Sacher a également découvert Moret. Avec son soutien et celui du violoncelliste Mstislav Rostropovitch, qui était un ami de Sacher, Moret se consacre désormais entièrement à la composition, et les œuvres se succèdent rapidement. Sacher lui commande les Hymnes de silence (un concert pour orchestre à cordes et orgue, dont la création est très réussie à Bâle en 1978), un double concerto pour violon et violoncelle, Visitations (un concerto pour soprano, mezzo-soprano, ténor, percussion, piano, orgue, régale et positif), la Sacher-Serenade pour clarinette basse, vibraphone, positif et régale, un triple concerto pour flûte, hautbois et harpe ainsi qu’un concerto pour violoncelle et orchestre, dédié à Rostropovitch. Moret avait déjà composé Two Love Poems, commandés également par Sacher, pour Rostropovitch et sa femme Galina Vichnevskaïa, mais n’était pas d’accord avec la soprano (« elle exigeait beaucoup plus d’aigus »), puis c’est Phyllis Bryn-Julson qui a chanté dans la création reportée de 1981 à 1984. D’autres commandes lui sont passées par la Schweizer Radio DRS (Temps, un concerto pour baryton et deux trompettes), par Pro Helvetia pour le 500e anniversaire de l’adhésion du canton de Fribourg à la Confédération (Mendiant du ciel bleu), par le canton de Neuchâtel (une nouvelle interprétation de Visitations) à l’occasion de 700 ans d’adhésion à la Confédération, par l’Association des amis de l’Orchestre de la Suisse Romande (Tragiques), par le Festival d’Ascona (En rêve), par l’Orchestre de Chambre de Lausanne (Trois pièces et Mendiant du ciel bleu, suite et fin pour son 50e anniversaire), par la Société de musique de La Chaux-de-Fonds à l’occasion de son 100e anniversaire (Divertimento), par la Radio Suisse Romande (concerto pour trompette), par l’Association des orgues de la Collégiale de Neuchâtel pour l’inauguration du nouvel orgue (concerto pour orgue), par la guitariste néerlandaise Suzanne Mebes (Sensations), par Samuel Schneider (concerto pour cor pour son fils Bruno Schneider) etc.
Norbert Moret a composé 65 œuvres instrumentales et vocales. Il a remporté plusieurs prix, y compris le prestigieux prix de compositeur de l’Association des musiciens suisses en 1983, et a été nommé docteur honoris causa de l’Université de Fribourg en 1990. Ses œuvres ont été interprétées par des artistes de renommée mondiale tels que Paul Sacher (Hymnes de silence), Seiji Ozawa et Anne-Sophie Mutter (concerto pour violon En rêve), Heinz Holliger et Aurèle Nicolet (triple concerto pour flûte, hautbois, harpe et orchestre à cordes) ainsi que Mstislav Rostropovitch (concerto pour violoncelle).
Sa musique est considérée comme sensible au son et se caractérise par l’émotivité du langage musical, elle reflète sa forte connexion à la nature et son origine d’un environnement rural. Dans de nombreuses œuvres, Moret montre une fascination pour la percussion (notamment en Visitations et Mendiant au ciel bleu, chacune avec plus de 100 instruments à percussion).

« Le fait que la musique structurellement assez complexe de Moret soit toujours spontanément populaire auprès d’un public non spécialisé, peut être dû aux fortes valeurs de l’ambiance atmosphérique dans sa musique – qui en tant que telles peuvent être facilement comprises. »

« Dass Morets strukturell eher komplexe Musik immer wieder spontanen Zuspruch auch bei einem Nichtfachpublikum findet, mag eben an den starken atmosphärischen Stimmungswerten ‒ die als solche leicht nachvollzogen werden können ‒ liegen. »

— Rolf Urs Ringger, Neue Zürcher Zeitung

## Famille
En 1948, Moret épouse Germaine Louise Fivaz (1920–2015). Ils auront trois filles issues de leur mariage : Anne-Laurence (* 1950, mariée à l’ancien président-directeur général de Novartis Daniel Vasella), Fabienne (1954–2010) et Catherine (* 1957), également organiste. Son frère était le président-directeur général de Sandoz Marc Moret (1923–2006).

## Distinctions
- 1983 : Prix de compositeur de l’Association des musiciens suisses (AMS / STV)[19]
- 1983 : Prix européen de composition[20]
- 1990 : Doctorat honoris causa de l’Université de Fribourg[15]
- 1990 : Lauréat de la Fondation du Jubilé UBS[21],[22]

## Œuvres (à partir de 1966)
(voir (en) Compositions sur AllMusic)
- Psaume 85 (1966) pour ténor, chœur, 2 trompettes et orgue (création Fribourg 1966 : Charles Jauquier, ténor ; Francis et René Schmidhäusler, trompettes ; Georges Phillot, orgue ; chœur mixte de l’église Saint-Pierre de Fribourg)
- Concerto pour cordes, trompette et piano (1970 ; pas de création publique)
- Germes en éveil (1973) pour soprano, flûte, chœur et 2 percussionnistes ; d’après les trois poèmes Elle, Guerre et Soleil-Feu de Thérèse Loup (création Amriswil 1974 : Catherine Graf, soprano ; chœur de la Radio Suisse Romande sous la direction d’André Charlet)
- Gastlosen (1974) pour orgue ; dédié à Luigi Ferdinando Tagliavini (création Fribourg 1975 : François Seydoux, orgue)
- Toi (1974) pour soprano et piano, d’après des poèmes de Thérèse Loup (création Fribourg 1975 : Kathrin Graf, soprano ; Rainer Boesch, piano)
- Couleurs de temps changées (1975) pour piano (création Londres 1975 : Hedy Salquin, piano)
- Rituels (1975) pour clavecin (création Zurich 1976 : Martin Derungs, clavecin)
- Cinq pièces (1976) pour soprano, piano et cuivres (2 trompettes, 2 trombones) (création Genève 1977 : Ingrid Frauchiger, soprano ; Otto Seger, piano ; Quatuor de cuivre de St-Jean)
- Hymnes de silence (1976–1977) pour orchestre à cordes, orgue, 3 trombones et 4 percussionnistes (création Bâle 1978 : Heiner Kühner, orgue ; Orchestre symphonique de Bâle sous la direction de Paul Sacher)
- Temps (1977–1978) pour baryton, orchestre à cordes et 2 trompettes (création Berne 1978 : Philippe Huttenlocher, baryton ; Francis et René Schmidhäusler, trompettes ; Berner Musikstudio sous la direction de Räto Tschupp)
- Suite à l’image du temps (1979) pour 2 orchestres à cordes (création Zurich 1980 : Orchestre de chambre de Zurich sous la direction d’Edmond de Stoutz)
- Two Love Poems. Scènes lyriques ; d’après les poèmes My love et With my inebriate soul de Walt Whitman de Leaves of Grass (1978–1980) pour soprano, violoncelle et orchestre (la création était prévue pour 1981 à Zurich avec la femme de Mstislav Rostropovitch, Galina Vichnevskaïa, mais a dû être annulée en raison de la maladie de Vichnevskaïa[23] et n’a été réalisée qu’en 1984 à Bâle : Phyllis Bryn-Julson, soprano ; Mstislav Rostropovitch, violoncelle ; Orchestre symphonique de Bâle sous la direction de Paul Sacher)
- Mendiant du ciel bleu. Trois visions pour exorciser l’homme (1980–1981) pour soprano, baryton, 2 chœurs d’enfants, grand chœur, orgues, orchestre et percussions (création Fribourg 1981 : Béatrice Haldas, soprano ; Philippe Huttenlocher, baryton ; Heiner Kühner, Catherine Moret, Claudia Schneuwly, orgues ; Maîtrise St-Pierre-aux-Liens, Bulle ; Frauenchor Düdingen ; chœur de la Nederlandse Omroep Stichting, Hilversum ; Orchestre symphonique de Bâle sous la direction d’Armin Jordan)
- Double concerto pour violon, violoncelle et orchestre de chambre (1981) (création Zurich 1982 : Romana Pezzani, violon ; Luciano Pezzani, violoncelle ; Collegium Musicum Zurich sous la direction de Paul Sacher)
- Immortelles de Jean (1981–1982) pour ensemble récitatif et instrumental (création Berne 1982 : Berner Musikstudio sous la direction de Räto Tschupp)
- Visitations (1981–1982), cantate dramatique pour soprano, mezzo-soprano, ténor, piano, orgue, positif, régale et percussion ; sur la rencontre cruciale et mortelle entre Oreste, Clytemnestre et Électre (création Bâle 1983 : Phyllis Bryn-Julson, soprano ; Julia Juon, mezzo-soprano ; Heiner Hopfner, ténor ; Gérard Wyss, piano ; Kathi Jacobi, Peter Solomon, Rudolf Scheidegger, orgues ; Orchestre de chambre de Bâle sous la direction de Paul Sacher) (CD "Paul Sacher und die neue Musik", Ars Musici, 1996)
- Sacher-Serenade (1982) pour quatuor (vibraphone, clarinette basse, régale et positif) (création Lucerne 1984)
- Tragiques (1982–1983) pour orchestre (création Genève 1983 : Orchestre de la Suisse Romande sous la direction de Horst Stein)
- Ave Maria (1984) pour ténor et orgue ; dédié à la Vierge de Bourguillon (pas de création officielle ; exécuté par Alain Bertschy, ténor, et François Seydoux, orgue, pendant la cérémonie funéraire de Norbert Moret le 21 novembre 1998 dans la cathédrale de Fribourg)
- Triple concerto pour flûte, hautbois, harpe et orchestre à cordes (1984) (création Zurich 1985 : Aurèle Nicolet, flûte ; Heinz Holliger, hautbois ; Ursula Holliger, harpe ; Collegium Musicum Zurich sous la direction de Paul Sacher)
- Concerto pour violoncelle et orchestre (1985) (création Zurich 1988 : Mstislav Rostropovitch, violoncelle ; Collegium Musicum Zurich sous la direction de Brenton Langbein)
- Mille et un soleils de joie (1985) pour orchestre de chambre
- Diotimas Liebeslieder (1986–1987) pour soprano et orchestre ; quatre chansons d’après des lettres de Susette Gontard à Friedrich Hölderlin (création Lucerne 1988 : Phyllis Bryn-Julson, soprano ; Orchestre de la Suisse Romande sous la direction d’Armin Jordan)
- En rêve (1988), concerto pour violon et orchestre de chambre (création Ascona 1988 : Anne-Sophie Mutter, violon ; Orchestra della Radiotelevisione svizzera di lingua italiana sous la direction de Marc Andreae)
- Trois pièces (1988) pour orchestre de chambre (création Hiroshima 1988 : Orchestre de Chambre de Lausanne sous la direction de Lawrence Foster)
- Symphonie pour une fête académique (1989) pour orchestre (création Fribourg 1990 : Orchestre symphonique de Bâle sous la direction d’Armin Jordan)
- Triptyque pour les fêtes (1990) pour chœur a cappella (création Fribourg 1990 : The Tallis Scholars sous la direction de Peter Phillips)
- Veni Sancte Spiritus (1990) pour alto et orgue (création Zurich 1992 : Verena-Barbara Gohl, alto ; Bernhard Billeter, orgue)
- Visitations (1991), cantate dramatique pour soprano, mezzo-soprano, ténor, piano, orgue, positif, régale et percussion ; nouvelle interprétation (création Cernier NE 1991 : Kristine Ciesinski, soprano ; Fiona Kimm, mezzo-soprano ; Barry Busse, ténor ; Suzan Woodruff Versage, piano ; Philipp Laubscher, Guy Bovet, Robert Märki, orgues)
- Divertimento (1991–1992) pour hautbois, cor, violoncelle, percussions et orchestre (création La Chaux-de-Fonds 1993 : Roland Perrenoud, hautbois ; Bruno Schneider, cor ; François Guye, violoncelle ; Olivier Perrenoud, percussion ; Orchestre de la Suisse Romande sous la direction d’Armin Jordan)
- Sur le berceau d’un Chérubin (1992) pour violon et harpe
- Mendiant du ciel bleu, suite et fin (1992) pour soprano et orchestre de chambre (création Genève 1992 : Phyllis Bryn-Julson, Soprano ; Orchestre de Chambre de Lausanne sous la direction de Jesús López Cobos)
- Deux mélodies (1993) pour baryton et piano (création Fribourg 1993 : Michel Brodard, baryton ; Janine Gaudibert, piano)
- Forêt enchantée (1993) pour violoncelle
- Sensations (1993–1994), concerto pour guitare et orchestre de chambre (création Lausanne 1999 : Suzanne Mebes, guitare ; Orchestre de Chambre de Lausanne sous la direction de Jesús López Cobos)
- Concerto pour cor et orchestre (1994–1995) (création Lausanne 1996 : Bruno Schneider, cor ; Orchestre de Chambre de Lausanne sous la direction d’Armin Jordan)
- Concerto no 1 pour orgue et orchestre de chambre (1995–1996) (création Neuchâtel 1996 : Guy Bovet, orgue ; Orchestre de Chambre de Neuchâtel sous la direction de Valentin Raymond)
- Concerto pour trompette et orchestre (1996–1997) (création Lausanne 2001 : Jeffrey Segal, trompette ; Orchestre de Chambre de Lausanne sous la direction d’Okko Kamu)
- Concerto no 2 pour orgue et orchestre (1998) ; dédié à Kei Koito (inachevé, il n’existe que le premier mouvement)

## Discographie
(voir (en) « Discographie » (fiche artiste), sur Discogs et Catalogue sur Phonothèque nationale suisse)
- Mendiant du Ciel bleu. Oratorio pour soprano, baryton, chœur, orgue et orchestre. Béatrice Haldas (soprano), Philippe Huttenlocher (baryton) ; chœur de la Nederlandse Omroep Stichting, Hilversum ; Maîtrise de Saint-Pierre-aux-Liens, Bulle ; Chœur de dames de Düdingen ; Heiner Kühner, Catherine Moret, Claudia Schneuwly (orgues) ; Orchestre symphonique de Bâle sous la direction d’Armin Jordan (VDE-Gallo 30-327, vinyle, 1981)
- Gastlosen. Concerto pour orgue. Fritz Muggler (orgue). – Immortelles de Jean. Pour voix récitante, positif, régale, clavecin, violon, contrebasse, trompette et clarinette basse. Derrick Olsen (voix récitante), Hans Eugen Frischknecht (positif), Peter Solomon (régale), Martin Derungs (clavecin), Ulrich Lehmann (violon), Edgar Kremsa (contrebasse), Fritz Schmidhäusler (trompette), Urs Etter (clarinette basse), Berner Musikstudio sous la direction de  Räto Tschupp (3 LP, dans: Anthologie der Freiburger Musik, Musica Friburgensis 101, 1987; contenant aussi 13 d’autres compositions)
- Concerto pour violoncelle et orchestre. Mstislav Rostropovitch (violoncelle), Collegium Musicum Zurich sous la direction de Paul Sacher[YouTube 1] ; l’enregistrement du concerto pour violoncelle est également inclus dans Mstislav Rostropovich Plays Cello Works, 2008 (9 CDs, Warner Classics & Jazz 2564 69681-7, 2008) – Hymnes de silence. Heiner Kühner (orgue), Orchestre symphonique de Bâle sous la direction de Paul Sacher (Erato 2292-45530-2, 1990) ; nouvelle édition 1995 (Musiques suisses 6103)
- Trois Pièces. Orchestre de Chambre de Lausanne sous la direction de Lawrence Foster – Double Concerto pour violon, violoncelle et orchestre. Romana Pezzani (violon), Luciano Pezzani (violoncelle), Collegium Musicum Zurich sous la direction de Paul Sacher – Tragiques. Orchestre de la Suisse Romande sous la direction de Horst Stein (Musiques suisses / Pour-cent culturel Migros / Grammont CTS-P 23-2, 1990) ; nouvelle édition 1997 (Musiques suisses CTS-M 23)
- En rêve. Concerto pour violon et orchestre de chambre. Anne-Sophie Mutter (violon), Boston Symphony Orchestra sous la direction de Seiji Ozawa[YouTube 2] (Deutsche Grammophon 431 626-2, 1991) ; contenant aussi le concerto pour violon no 2 de Béla Bartók) ; nouvelle édition 2011 (Deutsche Grammophon 477 6475) ; l’enregistrement d’En rêve est également inclus dans Anne-Sophie Mutter Modern (3 CDs, Deutsche Grammophon 445 487-2, 1994) et Anne-Sophie Mutter, ASM35, The Complete Musician (40 CDs, Deutsche Grammophon 477 9464, 2011)
- Visitations. Pour soprano, mezzo-soprano, ténor, régale, positif, grande orgue, piano et 6 percussionnistes. Phyllis Bryn-Julson (soprano), Julia Juon (mezzo-soprano), Heiner Hopfner (ténor), Kathi Jacobi, Peter Solomon, Rudolf Scheidegger (orgues), Gérard Wyss (piano), Orchestre de chambre de Bâle, Basler Schlagzeug-Ensemble sous la direction de Paul Sacher[YouTube 3] (création 1983 ; Ars Musici 1155-2, 1996 ; contenant aussi 11 d’autres compositions de la nouvelle musique)
- Premier concerto pour orgue et orchestre de chambre ; dans : Les orgues de la Collégiale de Neuchâtel. Guy Bovet (orgue), Orchestre de Chambre de Neuchâtel sous la direction de Valentin Raymond[YouTube 4] (VDE-Gallo CD-943, 1997)
- Triptyque pour les Fêtes. The Tallis Scholars sous la direction de Peter Phillips – Gastlosen. Fritz Muggler (orgue) – Mendiant du Ciel bleu (enregistrement de l’année 1981). Béatrice Haldas (soprano), Philippe Huttenlocher (baryton) ; chœur de la Nederlandse Omroep Stichting, Hilversum ; Maîtrise de Saint-Pierre-aux-Liens, Bulle ; Chœur de dames de Düdingen ; Heiner Kühner, Catherine Moret, Claudia Schneuwly (orgues) ; Orchestre symphonique de Bâle sous la direction d’Armin Jordan (Musiques suisses / Pour-cent culturel Migros MGB CD 6199, 2002)
- Concerto pour trompette. Jeffrey Segal (trompette), Orchestre de Chambre de Lausanne sous la direction d’Okko Kamu[YouTube 5] – Concerto pour cor. Bruno Schneider (cor), Orchestre de Chambre de Lausanne sous la direction de Jesús López Cobos[YouTube 6] – Suite à l’image de temps pour 2 orchestres à cordes. Orchestre de Chambre de Lausanne sous la direction de Jesús López Cobos[YouTube 7] (Cascavelle RSR 6169, 2005)
- Double concerto pour violon, violoncelle et orchestre. Carmen Fournier (violon), Thomas Demenga (violoncelle), Orchestre Léon Barzin sous la direction de Jean-Jacques Werner[YouTube 8] (Integral Classic INT 221.152, 2006 ; contenant aussi Pierre Wissmer : La balle au bond pour voix et ensemble instrumental ; Troisième symphonie pour orchestre à cordes)

Enregistrements sur YouTube
1. ↑  « [audio]Concerto pour violoncelle et orchestre »
2. ↑  En rêve : « [audio]1er mouvement », « [audio]2e mouvement », « [audio]3e mouvement »
3. ↑  « [audio]Visitations »
4. ↑  « [audio]Premier concerto pour orgue et orchestre de chambre »
5. ↑  Concerto pour trompette : « [audio]1er mouvement », « [audio]2e mouvement », « [audio]3e mouvement »
6. ↑  « [audio]Concerto pour cor »
7. ↑  Suite à l’image de temps pour 2 orchestres à cordes : « [audio]1er mouvement », « [audio]2e mouvement », « [audio]3e mouvement », « [audio]4e mouvement », « [audio]5e mouvement »
8. ↑  « [audio]Double concerto pour violon, violoncelle et orchestre »